# Forte de São Sebastião do Caniço
O Forte de São Sebastião do Caniço localiza-se na cidade de Caniço, concelho de Santa Cruz, na ilha da Madeira, Região Autónoma da Madeira.

## História
Atualmente é uma das atrações turísticas da cidade.